# Георгій Береговий (срібна монета)
«Гео́ргій Берегови́й» — срібна ювілейна монета номіналом 5 гривень, випущена Національним банком України. Присвячена льотчикові-космонавту СРСР Георгію Береговому, який здійснив політ на космічному кораблі «Союз-3» з першою в історії космонавтики спробою стиковки з безпілотним кораблем, двічі Герою Радянського Союзу, заслуженому льотчику-випробувачу СРСР, начальнику Центру підготовки космонавтів імені Ю. О. Гагаріна.
Монету введено в обіг 8 квітня 2011 року. Вона належить до серії «Видатні особистості України».

## Опис та характеристики монети
| Номінал грн. | Метал            | Маса, грам    | Діаметр, мм. | Якість виготовлення | Гурт                           | Тираж, штук |
| ------------ | ---------------- | ------------- | ------------ | ------------------- | ------------------------------ | ----------- |
| 5            | срібло 925 проби | 15,55 / 16,81 | 33,0         | пруф                | гладкий із заглибленим написом | 5 000       |

### Аверс
На аверсі монети розміщено: угорі малий Державний Герб України та напис півколом «НАЦІОНАЛЬНИЙ БАНК УКРАЇНИ», стилізовану композицію запуску космічного корабля «Союз-3», ліворуч від якого напис «Союз-3»/ 26-30.10.1968, що летить назустріч безпілотному космічному кораблю «Союз-2» для здійснення стиковки в тіні Землі; праворуч рік карбування монети — «2011», унизу номінал — «5/ ГРИВЕНЬ».

### Реверс
На реверсі монети зображено портрет Георгія Берегового, на тлі якого — факсиміле, праворуч — стилізований запуск ракети та роки життя «1921-/1995», угорі півколом розміщено напис — «ГЕОРГІЙ БЕРЕГОВИЙ».

## Автори

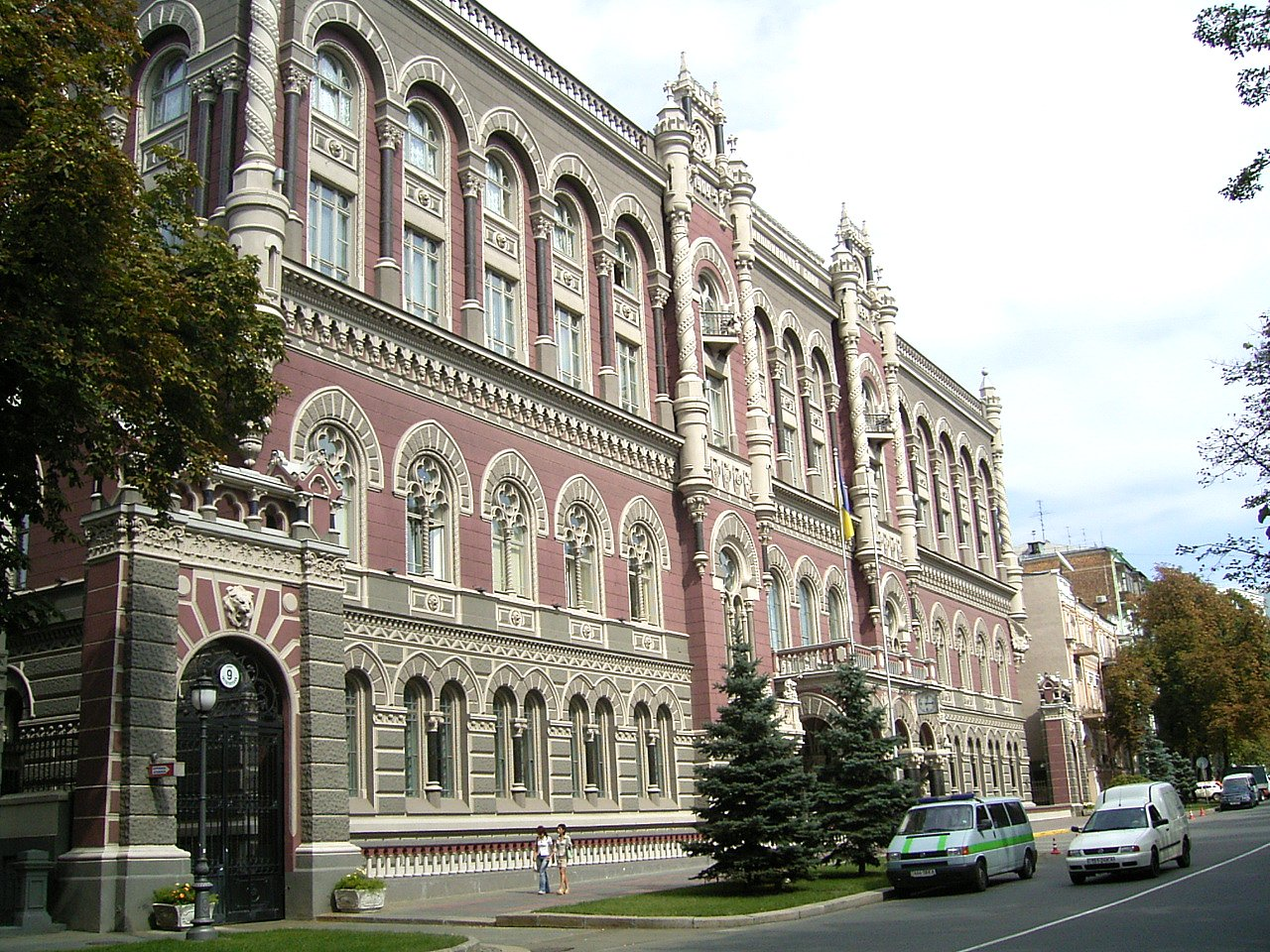
Будівля Національного банку України

Художник та скульптор — Атаманчук Володимир.

## Вартість монети
Ціну монети — 390 гривень, встановив Національний банк України у період реалізації монети через його філії 2011 року.
Фактична приблизна вартість монети, з роками змінювалася так:
| Рік        | 2011 | 2012 | 2013 | 2014 | 2015 | 2016 | 2017 | 2018 | 2019 | 2020 | 2021 | 2022 | 2023  | 2024  | 2025  |
| ---------- | ---- | ---- | ---- | ---- | ---- | ---- | ---- | ---- | ---- | ---- | ---- | ---- | ----- | ----- | ----- |
| Ціна, грн. | 420  | 450  | 420  | 330  | 350  | 470  | 700  | 550  | 540  | 510  | 620  | 800  | 1 300 | 1 280 | 1 650 |